# Крохмале-патокова промисловість
Крохмале-патокова промисловість — галузь харчової промисловості, підприємства якої виробляють крохмаль, патоку, глюкозу, декстрин та інші продукти. Продукція крохмале-патокової промисловості використовується в харчовій, текстильній, паперовій, хімічній, гумовій та ін. галузях промисловості, а також населенням для споживання. Основною сировиною для крохмале-патокової промисловості є картопля і кукурудза. Крім того, використовують пшеницю, сорго, рис та інші злаки з високим вмістом крохмалю.
Виробництво крохмалю з пшениці відоме з давніх часів. У 17 ст. в зв'язку з поширенням в Європі культури картоплі виникло виробн. крохмалю з картоплі. Крохмальну патоку вперше одержано на початку 18 ст. Напередодні 1-ї світової війни в Росії діяло 186 цензових крохмалепатокових підприємств. 
Швидкими темпами крохмале-патокова промисловість розвивалася в роки Радянської влади. В 1978 в СРСР вироблено 270 тис. т крохмалю, 359 тис. т патоки і 17,5 тис. т глюкози. За обсягом виробництва крохмале-патокової продукції СРСР посідав 1-е місце в Європі та 2-е в світі (після США). В Україні 1978 діяло 18 підприємств крохмале-патокової промисловості, а також цехи по виробництву крохмалю на підприємствах харчової, місцевої промисловості та Укоопспілки. Було вироблено 97,7 тис. т патоки, 57,3 тис. т крохмалю, 14,4 тис. т глюкози. Крохмале-патокової промисловість республіки за виробничими потужностями та обсягом виробництва крохмалопродуктів посідала 2-е місце в СРСР (після РРФСР) і 1-е за виробництвом глюкози. Найбільше підприємство крохмале-патокової промисловості УРСР — Верхньодніпровський крохмалепатоковий комбінат.